# Ramipril
Ramipril (v Sloveniji na trgu pod zaščitenimi imeni Ampril, Meramyl, Piramil, Ramigamma, Ramipril Aurobindo, v kombinaciji z diuretikom pa kot CoRamipril in Ramilife HCT ) je zaviralec angiotenzin-konvertaze (ACE) in se uporablja pri zdravljenju povišanega krvnega tlaka (hipertenzija) ter pri nekaterih vrstah kroničnega srčnega popuščanja. Zaviralci ACE znižajo proizvodnjo angiotenzina II in s tem povzročijo širjenje arterij ter srcu olajšajo črpanje krvi, povečajo krvni pretok. Ramipril je predzdravilo, do aktivne oblike ga pretvorijo jetrni encimi esteraze. Ramiprilat se večinsko izloča skozi ledvice. Razpolovni čas je spremenljiv (od 3h do 16h), podaljša pa se v primeru jetrne, ledvične ali srčne odpovedi.

## Indikacije
Ramipril je indiciran pri:
- povišanem krvnem tlaku;
- kongestivnem srčnem popuščanju;[3]
- bolnikih po srčni kapi s klinično dokazanim srčnim popuščanjem;
- starejših bolnikih po 55. letu s tveganjem za srčno kap, možgansko kap, srčno smrt ali pri potrebi po revaskularizaciji;
- diabetična nefropatija z mikroalbuminurijo.

## Previdnostni ukrepi
- Bolniki ne smejo hkrati prejemati prehranskih dodatkov s kalijev brez posveta z zdravnikom.
- Ni za nosečnice.

## Kontraindikacije
Bolezen ledvičnega žilja, huda motnja ledvic (zlasti pri bolnikih z eno ledvico in pri obojestranski stenozi ledvične arterije), pojav angioedema v preteklosti pri zdravljenju z ACE-zaviralci, nosečnost, znižan krvni tlak, bolniki z motnjami telesnih tekočin.

## Neželeni učinki
- zatekanje ust, jezika ali žrela (preobčutljivostna reakcija)
- znižana raven krvnega sladkorja pri bolnikih (kaže se kot znojenje in drhtenje), ki prejemajo druga zdravila proti sladkorni bolezni
- suh kašelj, omotica
- zmanjšana spolna sla
- utrujenost (predvsem v začetku zdravljenja)
- suha usta (predvsem v začetku zdravljenja)

## Odmerjanje
Zdravljenje začnemo z najnižjim odmerkom in ga postopoma povišujemo vsake 3 do 4 tedne, do koder je potrebno.